# Ingram (Texas)
Ingram es una ciudad ubicada en el condado de Kerr en el estado estadounidense de Texas. En el Censo de 2010 tenía una población de 1.804 habitantes y una densidad poblacional de 493,99 personas por km².

## Geografía
Ingram se encuentra ubicada en las coordenadas 30°4′37″N 99°14′15″O / 30.07694, -99.23750. Según la Oficina del Censo de los Estados Unidos, Ingram tiene una superficie total de 3.65 km², de la cual 3.6 km² corresponden a tierra firme y (1.49%) 0.05 km² es agua.

## Demografía
Según el censo de 2010, había 1.804 personas residiendo en Ingram. La densidad de población era de 493,99 hab./km². De los 1.804 habitantes, Ingram estaba compuesto por el 86.7% blancos, el 1.05% eran afroamericanos, el 1.39% eran amerindios, el 0.94% eran asiáticos, el 0% eran isleños del Pacífico, el 8.54% eran de otras razas y el 1.39% pertenecían a dos o más razas. Del total de la población el 25.22% eran hispanos o latinos de cualquier raza.